# Ulrike Borst
Ulrike Borst (* 1955) ist eine deutsche Psychologin, Psychotherapeutin und Leiterin des Ausbildungsinstituts für  Systemische Therapie und Beratung in Meilen (Schweiz).
Die Tochter des Historikers Arno Borst studierte Psychologie und wandte sich zunächst der Hirnforschung und Elektrophysiologie zu. Im Jahr 1986 promovierte sie an der Universität Konstanz zum Thema Der Einfluß zeitlicher Information auf den „Crossover“-Effekt bei chronisch Schizophrenen. An der Psychiatrischen Klinik Münsterlingen arbeitete sie von 1989 bis 1995 als Stationspsychologin und von 1995 bis 2002 als Psychologin in Oberarzt-Funktion sowie Leiterin des Qualitätsmanagements. Von 2002 bis 2007 leitete sie die Unternehmensentwicklung in den Psychiatrischen Diensten Thurgau. Seit 1998 ist sie Mitglied des Dozenten- und Supervisorenteams des Ausbildungsinstituts für systemische Therapie und Beratung in Meilen, dessen Leitung sie 2006 übernahm. Seitdem hat sie zudem eine eigene Praxis in Zürich. Seit 2008 ist sie Mitherausgeberin der Fachzeitschrift Familiendynamik. Von 2013 bis 2020 war sie 1. Vorsitzende der Systemischen Gesellschaft.
Ihre Arbeitsschwerpunkte sind systemische Einzel-, Paar- und Familientherapie, Supervision, Team- und Organisationsentwicklung in der Psychiatrie und in anderen Organisationen des Sozial- und Gesundheitswesens.

## Publikationen
- mit Hans Rudi Fischer und Arist von Schlippe: Was tun? Fragen und Antworten aus der systemischen Praxis: Ein Kompass für Beratung, Coaching und Therapie. Klett-Cotta, Stuttgart 2015, ISBN 978-3-608-94583-6.
- mit Annette Pestalozzi-Bridel: Worte sind Silber – was ist Gold? Heilsame Geschichten entwickeln in Körper, Bild und Sprache. Ein integratives psychotherapeutisches Konzept. Klett-Cotta, Stuttgart 2014, ISBN 978-3-608-94664-2.
- Systemische Therapie. Psychotherapie-Verlag, Tübingen 2013, ISBN 978-3-86333-001-9.
- zusammen mit Bruno Hildenbrand: Zeit essen Seele auf. Der Faktor Zeit in Therapie und Beratung. Carl-Auer-Verlag, Heidelberg 2011, ISBN 978-3-89670-826-7.
- Liebe und Gewalt in nahen Beziehungen. Therapeutischer Umgang mit einem Dilemma. Hrsg. zusammen mit Andrea Lanfranchi. Carl-Auer-Verlag, Heidelberg 2011, ISBN 978-3-89670-785-7.
- Wenn die Liebe überschattet wird: Leben mit einem depressiven Partner. Patmos, Ostfildern 2011, ISBN 978-3-8436-0088-0.
- Der Einfluss zeitlicher Information auf den „Crossover“-Effekt bei chronisch Schizophrenen. Hartung-Gorre, Konstanz 1986, ISBN 978-3-89191-047-4.